# Jim Gordon
James Beck „Jim“ Gordon (14. července 1945 Los Angeles – 13. března 2023 Vacaville) byl americký bubeník, držitel ceny Grammy.

## Kariéra
Svou profesionální kariéru zahájil v roce 1963, kdy odmítl stipendium ke studiu hudby na Kalifornské univerzitě v Los Angeles. V té době začal vystupovat se sourozeneckým duem The Everly Brothers a brzy se stal vyhledávaným studiovým hudebníkem v Los Angeles. Hrál například na albu Pet Sounds (1966) skupiny The Beach Boys. V letech 1969 až 1970 doprovázel duo Delaney & Bonnie, s nímž v té době vystupoval například také Eric Clapton. Spolu s ním Gordon později působil ve skupině Derek and the Dominos, která však po vydání alba Layla and Other Assorted Love Songs ukončila svou činnost. Je také spoluautorem písně „Layla“ (na původní nahrávce hraje kromě bicích také na klavír). Během své kariéry spolupracoval s mnoha dalšími hudebníky, mezi které patří například Gene Clark, George Harrison, Little Richard a Johnny Rivers. Později začal trpět schizofrenií a začal slyšet různé hlasy. Dne 3. června 1983 napadl svou dvaasedmdesátiletou matku kladivem a následně ji smrtelně bodl řeznickým nožem. Následně tvrdil, že slyšel hlasy, které ho k jejímu zabití vedly. Dne 10. července 1984 byl odsouzen k šestnácti letům ve vězení až doživotí. Později několikrát neúspěšně žádal o propuštění.